# Manchester United F.C. mùa bóng 1977–78
Mùa giải 1977–78 là mùa giải thứ 76 của Manchester United tại Football League, và là mùa giải thứ ba liên tiếp của họ ở giải đấu hàng đầu của bóng đá Anh. Đó là mùa giải đầu tiên của họ dưới sự quản lý của Dave Sexton, sau khi Tommy Docherty bị sa thải vào mùa giải gần kề sau khi anh công khai mối tình của mình với vợ của nhà vật lý trị liệu của câu lạc bộ. Với tư cách là chủ nhân của FA Cup, họ đã tranh giải Siêu cúp Anh và là chủ sở hữu chung với nhà vô địch giải đấu Liverpool, nhưng không tạo được ảnh hưởng ở châu Âu hoặc ở một trong hai cúp quốc nội và chỉ đứng thứ 10 trong giải đấu - thấp hơn so với một trong hai mùa giải trước đó của họ kể từ khi thăng hạng.
Trên thực tế, họ đã bị loại khỏi Cup Winners' Cup sau khi để người hâm mộ chạy loạn ở Pháp trong trận lượt đi lượt đi với Saint-Etienne, mặc dù họ đã được thi đấu theo đơn kháng cáo nhưng phải chơi trận lượt về tại một địa điểm trung lập..
Cầu thủ chạy cánh Gordon Hill, người được chuyển đến Derby County (sau đó do Tommy Docherty quản lý) vào cuối mùa giải, đã rời Old Trafford với tư cách là cầu thủ ghi bàn hàng đầu của câu lạc bộ một lần nữa với 17 bàn thắng ở giải VĐQG và 19 bàn trên mọi đấu trường.

## Siêu cúp Anh
| Ngày                | Đối thủ   | Sân nhà/khách | Kết quả | Cầu thủ ghi bàn | Số lượng khán giả |
| ------------------- | --------- | ------------- | ------- | --------------- | ----------------- |
| 13 tháng 8 năm 1977 | Liverpool | N             | 0–0     |                 | 82,000            |

## First Division
| Ngày                 | Đối thủ                 | Sân nhà/khách | Kết quả | Cầu thủ ghi bàn                                  | Số lượng khán giả |
| -------------------- | ----------------------- | ------------- | ------- | ------------------------------------------------ | ----------------- |
| 20 tháng 8 năm 1977  | Birmingham City         | A             | 4–1     | Macari (3), Hill                                 | 28,005            |
| 24 tháng 8 năm 1977  | Coventry City           | H             | 2–1     | Hill, McCreery                                   | 55,726            |
| 27 tháng 8 năm 1977  | Ipswich Town            | H             | 0–0     |                                                  | 57,904            |
| 3 tháng 9 năm 1977   | Derby County            | A             | 1–0     | Macari                                           | 21,279            |
| 10 tháng 9 năm 1977  | Manchester City         | A             | 1–3     | Nicholl                                          | 50,856            |
| 17 tháng 9 năm 1977  | Chelsea                 | H             | 0–1     |                                                  | 54,951            |
| 24 tháng 9 năm 1977  | Leeds United            | A             | 1–1     | Hill                                             | 33,517            |
| 1 tháng 10 năm 1977  | Liverpool               | H             | 2–0     | Macari, McIlroy                                  | 55,089            |
| 8 tháng 10 năm 1977  | Middlesbrough           | A             | 1–2     | Coppell                                          | 26,882            |
| 15 tháng 10 năm 1977 | Newcastle United        | H             | 3–2     | Coppell, J. Greenhoff, Macari                    | 55,056            |
| 22 tháng 10 năm 1977 | West Bromwich Albion    | A             | 0–4     |                                                  | 27,526            |
| 29 tháng 10 năm 1977 | Aston Villa             | A             | 1–2     | Nicholl                                          | 39,144            |
| 5 tháng 11 năm 1977  | Arsenal                 | H             | 1–2     | Hill                                             | 53,055            |
| 12 tháng 11 năm 1977 | Nottingham Forest       | A             | 1–2     | Pearson                                          | 30,183            |
| 19 tháng 11 năm 1977 | Norwich City            | H             | 1–0     | Pearson                                          | 48,729            |
| 26 tháng 11 năm 1977 | Queens Park Rangers     | A             | 2–2     | Hill (2)                                         | 25,367            |
| 3 tháng 12 năm 1977  | Wolverhampton Wanderers | H             | 3–1     | J. Greenhoff, McIlroy, Pearson                   | 48,874            |
| 10 tháng 12 năm 1977 | West Ham United         | A             | 1–2     | McGrath                                          | 20,242            |
| 17 tháng 12 năm 1977 | Nottingham Forest       | H             | 0–4     |                                                  | 54,374            |
| 26 tháng 12 năm 1977 | Everton                 | A             | 6–2     | J. Greenhoff (2), Coppell, Hill, Macari, McIlroy | 48,335            |
| 27 tháng 12 năm 1977 | Leicester City          | H             | 3–1     | Coppell, J. Greenhoff, Hill                      | 57,396            |
| 31 tháng 12 năm 1977 | Coventry City           | A             | 0–3     |                                                  | 24,706            |
| 2 tháng 1 năm 1978   | Birmingham City         | H             | 1–2     | J. Greenhoff                                     | 53,501            |
| 14 tháng 1 năm 1978  | Ipswich Town            | A             | 2–1     | McIlroy, Pearson                                 | 23,321            |
| 21 tháng 1 năm 1978  | Derby County            | H             | 4–0     | Hill (2), Buchan, Pearson                        | 57,115            |
| 8 tháng 2 năm 1978   | Bristol City            | H             | 1–1     | Hill                                             | 43,457            |
| 11 tháng 2 năm 1978  | Chelsea                 | A             | 2–2     | Hill, McIlroy                                    | 32,849            |
| 25 tháng 2 năm 1978  | Liverpool               | A             | 1–3     | McIlroy                                          | 49,095            |
| 1 tháng 3 năm 1978   | Leeds United            | H             | 0–1     |                                                  | 49,101            |
| 4 tháng 3 năm 1978   | Middlesbrough           | H             | 0–0     |                                                  | 46,322            |
| 11 tháng 3 năm 1978  | Newcastle United        | A             | 2–2     | Hill, Jordan                                     | 25,825            |
| 15 tháng 3 năm 1978  | Manchester City         | H             | 2–2     | Hill (2)                                         | 58,398            |
| 18 tháng 3 năm 1978  | West Bromwich Albion    | H             | 1–1     | McQueen                                          | 46,329            |
| 25 tháng 3 năm 1978  | Leicester City          | A             | 3–2     | J. Greenhoff, Hill, Pearson                      | 20,299            |
| 27 tháng 3 năm 1978  | Everton                 | H             | 1–2     | Hill                                             | 55,277            |
| 29 tháng 3 năm 1978  | Aston Villa             | H             | 1–1     | McIlroy                                          | 41,625            |
| 1 tháng 4 năm 1978   | Arsenal                 | A             | 1–3     | Jordan                                           | 40,829            |
| 8 tháng 4 năm 1978   | Queens Park Rangers     | H             | 3–1     | Pearson (2), Grimes                              | 42,677            |
| 15 tháng 4 năm 1978  | Norwich City            | A             | 3–1     | Coppell, Jordan, McIlroy                         | 19,778            |
| 22 tháng 4 năm 1978  | West Ham United         | H             | 3–0     | Grimes, McIlroy, Pearson                         | 54,089            |
| 25 tháng 4 năm 1978  | Bristol City            | A             | 1–0     | Pearson                                          | 26,035            |
| 29 tháng 4 năm 1978  | Wolverhampton Wanderers | A             | 1–2     | B. Greenhoff                                     | 24,774            |

## FA Cup
| Ngày                | Vòng                   | Đối thủ              | Sân nhà/khách | Kết quả | Cầu thủ ghi bàn         | Số lượng khán giả |
| ------------------- | ---------------------- | -------------------- | ------------- | ------- | ----------------------- | ----------------- |
| 7 tháng 1 năm 1978  | Vòng 3                 | Carlisle United      | A             | 1–1     | Macari                  | 21,710            |
| 11 tháng 1 năm 1978 | Vòng 3 đá lại          | Carlisle United      | H             | 4–2     | Macari (2), Pearson (2) | 54,156            |
| 28 tháng 1 năm 1978 | Vòng 4                 | West Bromwich Albion | H             | 1–1     | Coppell                 | 57,056            |
| 1 tháng 2 năm 1978  | Vòng 4<br tháng đá lại | West Bromwich Albion | A             | 2–3     | Hill, Pearson           | 37,086            |

## League Cup
| Ngày                | Vòng   | Đối thủ | Sân nhà/khách | Kết quả | Cầu thủ ghi bàn   | Số lượng khán giả |
| ------------------- | ------ | ------- | ------------- | ------- | ----------------- | ----------------- |
| 30 tháng 8 năm 1977 | Vòng 2 | Arsenal | A             | 2–3     | McCreery, Pearson | 36,171            |

## Cup Winners' Cup
| Ngày                 | Vòng           | Đối thủ       | Sân nhà/khách | Kết quả | Cầu thủ ghi bàn                      | Số lượng khán giả |
| -------------------- | -------------- | ------------- | ------------- | ------- | ------------------------------------ | ----------------- |
| 14 tháng 9 năm 1977  | Vòng 1 lượt đi | Saint-Étienne | A             | 1–1     | Hill                                 | 33,678            |
| 5 tháng 10 năm 1977  | Vòng 1 lượt về | Saint-Étienne | H             | 2–0     | Coppell, Pearson                     | 31.634            |
| 19 tháng 10 năm 1977 | Vòng 2 lượt đi | Porto         | A             | 0–4     |                                      | 70.000            |
| 2 tháng 11 năm 1977  | Vòng 2 lượt về | Porto         | H             | 5–2     | Coppell (2), Nicholl, Murça (2 o.g.) | 51.831            |

## Thống kê đội hình
| Vị trí. | Tên             | League | League | FA Cup | FA Cup | League Cup | League Cup | Winners' Cup | Winners' Cup | Khác | Khác | Tổng cộng | Tổng cộng |
| Vị trí. | Tên             | Trận   | Bàn    | Trận   | Bàn    | Trận       | Bàn        | Trận         | Bàn          | Trận | Bàn  | Trận      | Bàn       |
| ------- | --------------- | ------ | ------ | ------ | ------ | ---------- | ---------- | ------------ | ------------ | ---- | ---- | --------- | --------- |
| TM      | Paddy Roche     | 19     | 0      | 4      | 0      | 0          | 0          | 0            | 0            | 0    | 0    | 23        | 0         |
| TM      | Alex Stepney    | 23     | 0      | 0      | 0      | 1          | 0          | 4            | 0            | 1    | 0    | 29        | 0         |
| HV      | Arthur Albiston | 27(1)  | 0      | 4      | 0      | 1          | 0          | 4            | 0            | 1    | 0    | 37(1)     | 0         |
| HV      | Martin Buchan   | 28     | 1      | 4      | 0      | 1          | 0          | 4            | 0            | 1    | 0    | 38        | 1         |
| HV      | Alex Forsyth    | 3      | 0      | 0      | 0      | 0          | 0          | 0(1)         | 0            | 0    | 0    | 3(1)      | 0         |
| HV      | Brian Greenhoff | 31     | 1      | 1      | 0      | 1          | 0          | 2            | 0            | 1    | 0    | 36        | 1         |
| HV      | Stewart Houston | 31     | 0      | 3      | 0      | 0          | 0          | 2(1)         | 0            | 0    | 0    | 36(1)     | 0         |
| HV      | Gordon McQueen  | 14     | 1      | 0      | 0      | 0          | 0          | 0            | 0            | 0    | 0    | 14        | 1         |
| HV      | Jimmy Nicholl   | 37     | 2      | 4      | 0      | 1          | 0          | 4            | 1            | 1    | 0    | 47        | 3         |
| HV      | Martyn Rogers   | 1      | 0      | 0      | 0      | 0          | 0          | 0            | 0            | 0    | 0    | 1         | 0         |
| TV      | Steve Coppell   | 42     | 5      | 4      | 1      | 1          | 0          | 4            | 3            | 1    | 0    | 52        | 9         |
| TV      | Ashley Grimes   | 7(6)   | 2      | 1      | 0      | 1          | 0          | 0(2)         | 0            | 0    | 0    | 9(8)      | 2         |
| TV      | Gordon Hill     | 36     | 17     | 3      | 1      | 1          | 0          | 4            | 1            | 1    | 0    | 45        | 19        |
| TV      | Lou Macari      | 32     | 8      | 4      | 3      | 1          | 0          | 2            | 0            | 1    | 0    | 40        | 11        |
| TV      | David McCreery  | 13(4)  | 1      | 0(1)   | 0      | 1          | 1          | 3            | 0            | 0(1) | 0    | 17(6)     | 2         |
| TV      | Chris McGrath   | 9(9)   | 1      | 0      | 0      | 0(1)       | 0          | 3(1)         | 0            | 0    | 0    | 12(11)    | 1         |
| TV      | Sammy McIlroy   | 39     | 9      | 4      | 0      | 0          | 0          | 4            | 0            | 1    | 0    | 48        | 9         |
| TĐ      | Jimmy Greenhoff | 22(1)  | 6      | 2(1)   | 0      | 0          | 0          | 1            | 0            | 1    | 0    | 26(2)     | 6         |
| TĐ      | Joe Jordan      | 14     | 3      | 2      | 0      | 0          | 0          | 0            | 0            | 0    | 0    | 16        | 3         |
| TĐ      | Stuart Pearson  | 30     | 10     | 4      | 3      | 1          | 1          | 3            | 1            | 1    | 0    | 39        | 15        |
| TĐ      | Andy Ritchie    | 4      | 0      | 0      | 0      | 0          | 0          | 0            | 0            | 0    | 0    | 4         | 0         |
| –       | Phản lưới       | –      | 0      | –      | 0      | –          | 0          | –            | 2            | –    | 0    | –         | 2         |